# Episodi di Amen (seconda stagione)
La seconda stagione della serie televisiva Amen è stata trasmessa in anteprima negli Stati Uniti d'America dalla NBC tra il 3 ottobre 1987 e il 7 maggio 1988.
| nº | Titolo originale                 | Titolo italiano | Prima TV USA     | Prima TV Italia |
| -- | -------------------------------- | --------------- | ---------------- | --------------- |
| 1  | California Dreaming              |                 | 3 ottobre 1987   |                 |
| 2  | Dancing in the Dark              |                 | 17 ottobre 1987  |                 |
| 3  | You Bet Your Life                |                 | 24 ottobre 1987  |                 |
| 4  | Dueling Ministers                |                 | 31 ottobre 1987  |                 |
| 5  | Thelma's Reunion                 |                 | 7 novembre 1987  |                 |
| 6  | Deacon on the Line               |                 | 14 novembre 1987 |                 |
| 7  | Rolly's Proposal                 |                 | 21 novembre 1987 |                 |
| 8  | Rolly's Wedding                  |                 | 28 novembre 1987 |                 |
| 9  | Thelma's Birthday                |                 | 5 dicembre 1987  |                 |
| 10 | Thelma's Little Girl             |                 | 12 dicembre 1987 |                 |
| 11 | The Twelve Songs of Christmas    |                 | 19 dicembre 1987 |                 |
| 12 | Snakes Alive                     |                 | 2 gennaio 1988   |                 |
| 13 | Man on a Ledge                   |                 | 16 gennaio 1988  |                 |
| 14 | To Catch a Thief                 |                 | 23 gennaio 1988  |                 |
| 15 | The Widow                        |                 | 6 febbraio 1988  |                 |
| 16 | Stranded                         |                 | 20 febbraio 1988 |                 |
| 17 | Deacon Dearest                   |                 | 27 febbraio 1988 |                 |
| 18 | The Fantasy                      |                 | 5 marzo 1988     |                 |
| 19 | Wedding Bell Blues               |                 | 12 marzo 1988    |                 |
| 20 | A Slight Case of Murder (Part 1) |                 | 30 aprile 1988   |                 |
| 21 | A Slight Case of Murder (Part 2) |                 | 7 maggio 1988    |                 |